# 1402
Năm 1402 là một năm trong lịch Julius.